# Alperen Şengün
Alperen Şengün (Giresun, 25 luglio 2002) è un cestista turco.

## Inizi
Şengün è nato a Giresun, nel nord della Turchia. Nonostante i suoi genitori volessero che diventasse un nuotatore, Şengün preferiva la pallacanestro, avendo visto suo fratello maggiore giocare. Şengün inizia a giocare all'età di otto anni.
Nel 2012 entra a far parte della squadra giovanile dell'Università di Giresun, rimanendoci fino al 2014. Si trasferisce successivamente nelle giovanili del Bandırma B.İ.K., squadra della città di Bandırma, dopo esser stato notato dall'allenatore Ahmet Gürgen. Nel 2018-2019 vince il campionato giovanile della lega turca, venendo nominato MVP della manifestazione.

## Campionato turco
Inizia la sua carriera professionistica con il Bandırma Kırmızı, squadra della seconda divisione turca. In 29 partite realizza 10,8 punti, 6,8 rimbalzi e 1,2 assist di media in 22 minuti di utilizzo.
L'anno successivo si trasferisce al Teksüt Bandırma, squadra di prima divisione, con la quale realizza 5 punti, 3,9 rimbalzi e 0,6 assist in soli 13 minuti di media a partita. Partecipa anche alla Basketball Champions League, tenendo le medie di 6,6 punti, 3,3 rimbalzi e 0,6 assist in 15 partite.
Nell'agosto del 2020 Şengün firma un contratto di tre anni con il Beşiktaş. Disputa una stagione di altissimo livello, concludendo l'anno con 18,6 punti, 8,9 rimbalzi e 2,7 assist di media a partita, venendo nominato MVP della competizione.
Il 12 maggio annuncia la sua intenzione di rendersi eleggibile per il Draft NBA 2021.

## NBA

### Houston Rockets (2021-)
Il 29 luglio 2021 viene selezionato dagli Houston Rockets con la 16ª scelta assoluta, acquistata dagli Oklahoma City Thunder in cambio di due prime scelte future.
L'11 dicembre diventa il più giovane giocatore di sempre della storia NBA a realizzare almeno 15 punti, 6 rimbalzi, 6 assist, 3 palle rubate e 1 stoppata in una singola partita.

## Statistiche

### NBA

#### Regular Season
| Anno      | Squadra         | PG  | PT  | MP   | TC%  | 3P%  | TL%  | RP   | AP  | PRP | SP  | PP   |
| --------- | --------------- | --- | --- | ---- | ---- | ---- | ---- | ---- | --- | --- | --- | ---- |
| 2021-2022 | Houston Rockets | 72  | 13  | 20,7 | 47,4 | 24,8 | 71,1 | 5,5  | 2,6 | 0,8 | 0,9 | 9,6  |
| 2022-2023 | Houston Rockets | 75  | 72  | 28,9 | 55,3 | 33,3 | 71,5 | 9,0  | 3,9 | 0,9 | 0,9 | 14,8 |
| 2023-2024 | Houston Rockets | 63  | 63  | 32,5 | 53,7 | 29,7 | 69,3 | 9,3  | 5,0 | 1,2 | 0,7 | 21,1 |
| 2024-2025 | Houston Rockets | 76  | 76  | 31,5 | 49,6 | 23,3 | 69,2 | 10,3 | 4,9 | 1,1 | 0,8 | 19,1 |
| Carriera  | Carriera        | 286 | 224 | 28,3 | 51,8 | 27,2 | 70,1 | 8,6  | 4,1 | 1,0 | 0,9 | 16,0 |

#### Playoffs
| Anno     | Squadra         | PG | PT | MP   | TC%  | 3P%  | TL%  | RP   | AP  | PRP | SP  | PP   |
| -------- | --------------- | -- | -- | ---- | ---- | ---- | ---- | ---- | --- | --- | --- | ---- |
| 2025     | Houston Rockets | 7  | 7  | 36,6 | 45,0 | 37,5 | 62,5 | 11,9 | 5,3 | 1,9 | 0,4 | 20,9 |
| Carriera | Carriera        | 7  | 7  | 36,6 | 45,0 | 37,5 | 62,5 | 11,9 | 5,3 | 1,9 | 0,4 | 20,9 |

#### Massimi in carriera
- Massimo di punti: 45 vs San Antonio Spurs (5 marzo 2024)
- Massimo di rimbalzi: 21 vs Charlotte Hornets (7 aprile 2023)
- Massimo di assist: 11 vs Sacramento Kings (8 febbraio 2023)
- Massimo di palle rubate: 4 vs Sacramento Kings (13 gennaio 2023)
- Massimo di stoppate: 5 vs Dallas Mavericks (16 novembre 2022)
- Massimo di minuti giocati: 40 vs Los Angeles Lakers (9 marzo 2022)

## Palmarès

### Nazionale
- FIBA Under-16 European Championship (2018)
- FIBA Under-18 European Championship (2019)

### Individuale

#### Basketbol Süper Ligi
- Basketbol Süper Ligi MVP (2022)
- NBA
- Convocazioni all star game: 1 (2025)

## Record

### NBA
- Più giovane giocatore di sempre con almeno 15 punti, 6 rimbalzi, 6 assist, 3 palle rubate e 1 stoppata in una singola partita.